# Список глав манги «Тетрадь смерти»
Тетрадь смерти (яп. デスノート Дэсу Но:то, Death Note) — японская манга за авторством писателя Цугуми Обы и художника Такэси Обаты.
Авторы признались, что поделили историю на 108 глав под влиянием буддисткой культуры, где это число священно.

## Издания манги
Впервые манга выходила в журнале Weekly Shōnen Jump с декабря 2003 по май 2006 года. 
Манга была переиздана в 12 танкобонах в мягкой обложке с апреля 2004 по июль 2006 года.
В июне 2008 года компания «Комикс-Арт» объявила о приобретении лицензии на российское издание манги «Тетрадь смерти». Первый том «Скука» вышел в начале 2009 года. На данный момент 12 томов манги переведены и выпущены компанией «Комикс-Арт» совместно с «Эксмо».
Death Note 13: How to Read, являющийся путеводителем по манге и содержащий интервью с авторами, а также пилотный выпуск манги и переиздание ёнком из журналов, был выпущен в октябре 2006. 
Первое издание выходило с диорамой, содержащей куклы на пальцы пяти персонажей — Киры, L, Мелло, Ниа и Мисы, подобных тем, что использовал в сюжете Ниа.
В 2011 году манга была издана в шести омнибусах с твёрдой обложкой и цветными страницами под названием Black Edition. В 2018—2019 годах это издание было выпущено на русском языке издательством «Азбука-Аттикус».
Death Note Bunko Edition (文庫版, Death Note Bunko Han) — переиздание 2014 года в твёрдой обложке в семи томах только для японского рынка, к десятилетней годовщине начала издания оригинальной манги. Каждый том содержал особую карту Киры, формирующие вместе изображение с артом.
5 октября 2016 года вышел Death Note All-in-One Edition — омнибус, включающий все 108 глав оригинальной манги, а также специальную главу, в общей сложности 2400 страниц. Издание было приурочено к выходу фильма Death Note: Light Up the NEW World.

## Список глав

### Пилотный выпуск
| №             | Заглавие                | Японское | Издание на русском |
| ------------- | ----------------------- | --- | ------------------ |
| 0             | Дэсу Но:то (デスノート) | декабрь 2003 ISBN Обычная версия: ISBN 4-08-874095-5 Ограниченное издание ISBN 4-08-908053-3 (прилагалась к 13 тому) |                    |
| - 1. Пилотный |                         | |                    |

### Часть первая. Тома 1—7
| № | Заглавие                | Японское                                               | Издание на русском                          |
| --- | ----------------------- | ------------------------------------------------------ | ------------------------------------------- |
| 1 | Скука Тайкуцу (退屈)    | 2 апреля 2004 года ISBN 4-08-873621-4                  | 13 октября 2008 года ISBN 978-5-699-34426-0 |
| - 1. Скука (яп. 退屈 «Taikutsu») - 2. L (яп. L «Eru») - 3. Семья (яп. 家族 «Kazoku») - 4. Ток (яп. 電流 «Denryū») - 5. Глаза (яп. 眼球 «Gankyū») - 6. Контроль (яп. 操作 «Sōsa») - 7. Мишень (яп. 標的 «Hyōteki») |                         |                                                        |                                             |
| Лайт Ягами — лучший ученик Японии. Однажды на уроке, когда Лайт Ягами размышлял о том, что человеческий мир весь прогнил и его нужно изменить, он видит, как за окном падает чёрная тетрадка. После занятий он поднимает тетрадь и видит на ней надпись «Death Note». Посчитав это шуткой, Лайт Ягами всё же взял её с собой. Дома, решив проверить действие тетради, он записывает услышанное по телевизору имя преступника, захватившего детский сад. Вскоре заложники выходят из здания, а позже передают, что преступник скончался от сердечного приступа. Таким образом, записанные в Тетради правила оказались правдой. За следующие 5 дней Лайт убил несколько десятков преступников. Вскоре его навестил прежний владелец Тетради — Бог Смерти Рюк. Он рассказал Лайту, что и раньше Тетради Смерти попадали в мир людей, но только Лайт смог за несколько дней убить такое количество людей, причём ради изменения мира, а не ради собственной выгоды, как остальные. Рюк объясняет некоторые правила тетради, и говорит, что отныне будет постоянно следовать за ним. В это время смертями преступников заинтересовался Интерпол, а на экстренном заседании величайший сыщик современности, известный под прозвищем L, объявляет через своего помощника Ватари, что он поймает преступника. Лайт же в это время с удовольствием наблюдает, как меняется мир из-за его действий, поскольку общество уже поняло, что за смертями стоит некто, кого называют «Кира» от английского слова «Killer» — «убийца». По телевидению начинается трансляция спецвыпуска новостей, где человек, называющий себя L, объявляет, что он поймает Киру, утверждая, что Кира лишь обычный маньяк, убийца, преступник. Лайт выходит из себя и убивает L, используя объявленное им самим имя Линд Л. Тейлор. Тот умирает в прямом эфире. Но трансляция прерывается изображением буквы L. Таинственный искажённый электроникой голос объявляет, что это был трюк: Линд Л. Тейлор — лишь подсадное лицо, а трансляция велась в одном городе (родном городе Лайта, где и произошёл первый случай таинственной смерти преступника), и теперь известно местоположение Киры. L предлагает Кире убить себя, но Лайт не может, потому что не знает ни имени, ни лица детектива. Кира встречает достойного соперника. Вскоре Рюк замечает слежку за Лайтом. Провернув хитрую операцию, Лайту удаётся узнать имя следившего (Рей Пенбер), а также то, что он агент ФБР. |                         |                                                        |                                             |
| 2 | Слияние Го: рю: (合流)  | 2 июля 2004 года ISBN 4-08-873631-1                    | 18 января 2009 года ISBN 978-5-699-32848-2  |
| - 8. Женщина (яп. 女 «Onna») - 9. Отверстие (яп. 穴 «Ana») - 10. Слияние (яп. 合流 «Gōryū») - 11. Один-единственный (яп. 一 «Hitotsu») - 12. Бог (яп. 神 «Kami») - 13. Счёт на секунды (яп. 秒読 «Byōyomi») - 14. Искушение (яп. 誘惑 «Yūwaku») - 15. Телефон (яп. 電話 «Denwa») - 16. Вверх тормашками (яп. 逆立 «Sakadachi») |                         |                                                        |                                             |
| Увидев лицо агента ФБР Рея Пенбера и узнав его имя, Лайт заставляет того неосознанно убить других агентов с помощью Тетради смерти, затем убивает и Рея. После того, как стало известно о смерти агентов ФБР, следивших за NPA, только Соитиро Ягами и четыре других полицейских продолжают работать с L в расследовании дела Киры. L позволяет полицейским увидеть его и сотрудничать непосредственно с ним, вместо общения через компьютер. В то время как члены Штаба расследования встречаются в гостинице и обсуждают действия Киры, Лайт посещает отделение полиции, где Штаб расследования был размещен раньше. Он случайно встречает невесту Рея Пенбера, которая хочет поделиться тем, что она узнала об ограничениях силы Киры (из смерти Рея Пенбера). Не без помощи полицейских, находящихся в то время на посту, Лайт знакомится с ней и узнает, что она обнаружила, что Кира может убить не только с помощью сердечного приступа, но и может управлять действиями его жертв до смерти. Лайт признает её как угрозу Кире, и обманув её, раскрывает её имя (Наоми Мисора) и заставляет её совершить самоубийство, написав причину на клочке бумаги из Тетради смерти. В это время L проверяет действия агентов ФБР перед их смертью и замечает очень странное поведение Рея Пенбера. L скоро сообщили об исчезновении Наоми, и тогда он подозревает две семьи, за которыми следил Рей, и решает установить камеры и электронные жучки в их домах. Лайт сразу же узнает об их существовании и убеждает Рюка найти их всех. |                         |                                                        |                                             |
| 3 | Гонка Гэкисо: (激走)    | 3 сентября 2004 года ISBN 4-08-873652-4                | 24 апреля 2009 года ISBN 978-5-699-34615-8  |
| - 17. Мусор (яп. 芥 «Gomi») - 18. Взгляд (яп. 視線 «Shisen») - 19. Унижение (яп. 屈辱 «Kutsujoku») - 20. Первая подача (яп. 先手 «Sente») - 21. Изнанка (яп. 裏腹 «Urahara») - 22. Несчастье (яп. 不幸 «Fukō») - 23. Гонка (яп. 激走 «Gekisō») - 24. Щит (яп. 盾 «Tate») - 25. Глупец (яп. «馬鹿 «Baka») |                         |                                                        |                                             |
| Для продолжения своей работы Лайт скрывает жидкокристаллический мини-телевизор в пакетике чипсов, чтобы видеть преступников, в то время как он пишет их имена, имитируя учёбу. L решает удалить камеры, но удивляется действиям Лайта. Некоторое время спустя Лайт поступает в Токийский университет, где встречает L, который раскрывает своё имя, чтобы узнать реакцию Лайта. L говорит Лайту о своем подозрении, что Лайт и есть Кира, и вынуждает Лайта объединиться с ним, чтобы доказать, что тот невиновен. Вскоре канал Сакура TV передает в эфир видео от человека с могуществом Киры, который говорит людям прекратить беспокоить Киру и убивает комментаторов — противников Киры. Соитиро, сумев попасть в офис Сакура TV в бронированном автомобиле и не открыв своё лицо, прекращает передачу. Лайт понимает, что тот, кто сделал запись, его союзник, получивший глаза бога смерти, позволившие ему видеть настоящие имена и продолжительность жизни людей. После того, как L понимает, что существует другой Кира, он просит Лайта объединиться для того, чтобы остановить второго Киру. |                         |                                                        |                                             |
| 4 | Любовь Койгокоро (恋心) | 4 ноября 2004 годаNovember 11, 2004 ISBN 4-08-873671-0 | 29 июня 2009 года ISBN 978-5-699-35976-9    |
| - 26. Падение (яп. 転倒 «Tentō») - 27. Любовь (яп. 愛 «Ai») - 28. Решение (яп. 判定 «Hantei») - 29. Орудие (яп. 武器 «Buki») - 30. Бомба (яп. 爆弾 «Bakudan») - 31. Простота (яп. 簡単 «Kantan») - 32. Ставка (яп. 賭 «Kake») - 33. Устранение (яп. 移動 «Idō») - 34. Отказ (яп. 投身 «Tōshin») |                         |                                                        |                                             |
| Лайт присоединяется к расследованию L, чтобы найти второго Киру раньше. L заставляет Лайта написать сообщение от имени Киры, чтобы ответил другой Кира. Второй Кира, известная модель Миса Аманэ, ответила, сказав, что она хочет встретиться с Кирой, и прислала дневник, в котором зашифровано место их будущей встречи. Лайт и полицейский Тота Мацуда идут, чтобы изучить то место, а Миса обнаруживает, что Лайт — это Кира, поскольку глаза Бога смерти не могут видеть продолжительность жизни владельцев Тетради Смерти. Миса находит дом Лайта и приходит к нему, признаваясь, что она — Второй Кира, и хочет помочь ему. Поскольку Миса любит его, Лайт принимает её помощь, но говорит ей держать их отношения в тайне. Несколько дней спустя Миса находит L и Лайта, разговаривающих в университете, и видит настоящее имя L. Но прежде чем Лайт узнал у Мисы имя L, тот арестовал её, поскольку подозревал её в том, что она — Второй Кира. Бог Смерти Мисы, Рэм, заставляет Мису отказаться от Тетради Смерти, и стирает её воспоминания относительно тетради смерти. Но так как Рэм заставляет Лайта спасти Мису, тот дает Рэм свою Тетрадь Смерти и просит L арестовать себя, говоря, что он, возможно, находится под контролем Киры. |                         |                                                        |                                             |
| 5 | Заново Хакуси (白紙)    | 4 февраля 2005 года ISBN 4-08-873774-1                 | 25 января 2010 года ISBN 978-5-699-40036-2  |
| - 35. Заново (яп. 白紙 «Hakushi») - 36. Отец и сын (яп. 親子 «Oyako») - 37. Восьмёрка (яп. 八人 «Hachinin») - 38. Удар (яп. 打撃 «Dageki») - 39. Расставание (яп. 離別 «Ribetsu») - 40. Напарники (яп. 仲間 «Nakama») - 41. Мацуда (яп. 松田) - 42. Рай (яп. 天国 «Tengoku») - 43. Темнота (яп. 黒 «Kuro») |                         |                                                        |                                             |
| Лайт отказывается от Тетради смерти. Смерти преступников прекращаются на две недели, однако L не рассказывает об этом Лайту, потерявшему память о Тетради. Вместо этого он решается на проверку Лайта и Мисы: их увозит из места заключения Соитиро, сказав, что их признали Кирами, и теперь весь мир ждет их казни, а сам он взялся отвезти их на её место. Однако он останавливает машину под мостом и целится в Лайта из пистолета, утверждая, что после убийства своего сына он убьет и себя. Однако патрон в пистолете оказывается холостым. Соитиро сообщает, что L хотел проверить, убьют ли Лайт и Миса Соитиро, пользуясь силой Кир, чтобы избежать собственной смерти. Они прошли испытание, но L помещает их в отстроенный по его заказу шестнадцатиэтажный небоскрёб, Мису размещает на одном из этажей и назначает её менеджером Мацуду, а Лайта приковывает к себе наручниками, чтобы иметь возможность круглосуточно наблюдать за ним, так как он все ещё подозревает Ягами-младшего. Рем находит нового владельца для Тетради Смерти. По её уговору, он должен, используя Тетрадь в личных целях, одновременно убивать и преступников. Через несколько месяцев Лайт замечает, что многие смерти людей, занимающих высокие должности, выгодны компании «Ёцуба». Начальник полиции приказывает полицейским закрыть дело Киры. Те, кто хотят продолжать расследование, должны уйти из полиции. Из команды уходит Сюити Аидзава. L вызывает в Японию своих помощников, Айбера и Уэди, оба являются преступниками (мошенник и взломщица соответственно). По пятницам в компании «Ёцуба» проводятся тайные совещания. Восемь сотрудников компании решают, кого убить для процветания «Ёцубы». На одном из таких собраний они решают ради своей безопасности выяснить личность L и избавиться от него. Для этого они нанимают детектива Эральда Койла — это ещё один псевдоним L. Мацуда проникает в здание «Ёцубы» и подслушивает одно из этих совещаний. Его замечают. Мацуда с помощью L инсценирует свою смерть. Новым менеджером Мисы становится Кандзо Моги. Айбер принимает на себя роль Эральда Койла. |                         |                                                        |                                             |
| 6 | Сделка Ко: кан (交換)   | 4 апреля 2005 года ISBN 4-08-873795-4                  | 30 апреля 2010 года ISBN 978-5-699-41758-2  |
| - 44. Преемник (яп. 後継 «Atotsugi») - 45. Неразбериха (яп. 無茶 «Mucha») - 46. Профнепригодность (яп. 不向 «Fumuki») - 47. Предвосхищая события (яп. 先走 «Sakibashiri») - 48. Обмен (яп. 交換 «Kōkan») - 49. Цветок в горшке (яп. 植木 «Ueki») - 50. «Ёцуба» (яп. 四葉) - 51. Ошибка (яп. 誤認 «Gonin») - 52. В последний момент (яп. 寸止 «Sundome») |                         |                                                        |                                             |
| Чтобы на время приостановить убийства, Лайт договаривается о сотрудничестве с Намикавой Рэидзи как с участником собрания, наименее похожим на Киру. Согласно условиям договора, Намикава убеждает остальных участников собрания отложить следующие смерти на месяц взамен неприкосновенности тех участников собрания, которые не являются Кирой, в суде. «Эральд Койл» отсылает «Ёцубе» малозначимые сведения о L. Команда расследования делится на две части − бывшие полицейские в одной и L, Лайт, Миса, Ватари, Айбер и Уэди в другой. Причиной раскола становится желание Соитиро прекратить убийства путём ареста всех семерых, используя в качестве обвинения запись с камеры наблюдения, установленной в зале совещаний Уэди. L же хочет найти именно Киру, не важно, сколько человек при этом умрет. Ни один из них не может согласиться с мнением другого. L по-прежнему подозревает Лайта и заявляет, что в случае смерти Рюдзаки он вновь станет Кирой, после чего они вновь дерутся. L решает внедрить в «Ёцубу» Мису. Во время беседы с сотрудниками «Ёцубы» и Айбером, играющим роль Койла, её видит Рэм. Она следует за девушкой в уборную и раскрывается перед ней, рассказав, что Лайт − Кира, а она − второй Кира, а все происходящее − план Лайта. Также она указывает, что новый владелец Тетради смерти − Кёсукэ Хигути. Миса устраивает с ним свидание, на котором убеждает его, что она и есть второй Кира, и у неё есть глаза бога смерти. Доказывает она это тут же с помощью Рэм. Хигути верит ей и убеждает её объединиться с ним для убийства L. Миса соглашается, для проверки со своей стороны она просит Хигути временно прекратить убивать преступников. Хигути соглашается. Миса записывает его слова на диктофон, запись она предъявляет в штаб-квартиру как доказательство того, что Хигути − Кира. Команда расследования вновь объединяется для осуществления совместного плана по поимке Киры − они выманивают его на телестудию телепередачей о Кире, в конце которой они обещают раскрыть личность Киры. Для того, чтобы Хигути узнал о ней, они просят Намикаву позвонить Хигути и сообщить ему о ней. Когда тот включает телевизор, он видит два экрана, за которыми сидят ведущий и свидетель-рассказчик, Мацуда. Через несколько минут, «по ошибке работников студии» экран Мацуды падает, и Хигути видит его лицо. Он понимает, что менеджер Мисы выжил и что Мацуи Таро − ненастоящее имя. Вначале он едет в офис агентства «Ёсида», услугами которого пользуется Миса, для того, чтобы узнать настоящее имя её бывшего менеджера. Он вписывает его в Тетрадь смерти там же, но когда он видит, что и это имя было поддельным (L хотел узнать, как убивает Кира), то совершает с Рэм сделку. Он едет в офис «Ёцубы», чтобы увидеть лицо Мацуды на записях камер наблюдения, но обнаруживает, что их удалили, после чего едет в здание Сакура TV, чтобы прервать передачу, убив Мацуду прямо там. Однако того и ведущего к этому времени заменяют манекенами, а здание эвакуируют. В студии Хигути окружают Айбер, Уэди, Соитиро и Моги. Хигути ранит Соитиро из пистолета и убегает. Он вновь садится в машину и пытается удрать, однако к погоне подключаются сначала полицейские, которых собрали Аидзава и Идэ, а затем и Рюдзаки с Лайтом и Ватари на вертолете. Совместными усилиями им удается остановить Хигути. |                         |                                                        |                                             |
| 7 | Зеро Рэй (零)           | 4 июля 2005 года ISBN 4-08-873830-6                    | 2 сентября 2010 года ISBN 978-5-699-44035-1 |
| - 53. Крик (яп. 悲鳴 «Himei») - 54. Истина (яп. 中 «Naka») - 55. Созидание (яп. 創造 «Sōzō») - 56. Объятие (яп. 抱擁 «Hōyō») - 57. Два пути (яп. 二択 «Nitaku») - 58. Чувства (яп. 胸中 «Kyōchū») - 59. Зеро (яп. 零 «Zero») - 60. Похищение (яп. 誘拐 «Yūkai») - 61. Второй номер (яп. 二番 «Niban») |                         |                                                        |                                             |
| Группе расследования удаётся захватить Хигути и его Тетрадь смерти. Но как только тетрадь оказывается в руках Лайта, к нему возвращается память и он убивает Хигути, тем самым возвращая себе право владения тетрадью. Благодаря тому, что Рюк написал в тетрадь два фальшивых правила («Если владелец Тетради смерти не напишет в ней ни одного имени в течение 13 дней, то умрёт сам» и «Если Тетрадь смерти будет уничтожена, все люди, касавшиеся её, умрут») полицейские не могут её уничтожить, а самое главное — L удостоверился, что Лайт и Миса невиновны. Девушку он отпускает, а Лайт продолжает работать в группе. По указанию Лайта Миса откапывает спрятанную им Тетрадь смерти и возвращает себе воспоминания. Но она не может вспомнить настоящее имя L, из-за чего заключает новую сделку на глаза бога смерти с Рюком. Миса вновь начинает убивать преступников с помощью Тетради. L начинает подозревать, что правила в Тетради фальшивые, и решает проверить их с помощью преступников, приговорённых к смертной казни. Рэм осознаёт, что это, в конце концов, выведет его на Мису, и понимает план Лайта — Рэм будет вынуждена убить L, чтобы спасти Мису, а это значит, что умрёт и сама, тем самым Лайт устранит и своего главного врага, и опасного бога смерти. Рэм вынуждена так и поступить — она убивает Ватари и L, после чего умирает. Лайт получает её Тетрадь смерти. После смерти великого детектива группа расследования решает, что только Лайт сможет стать новым L. Роджер Рювье, директор Дома Вамми, сообщает двум юным воспитанникам, Мэлло и Ниа, что L мёртв и что он не выбрал себе преемника. В это время Кира начинает устранять всех, кто знает о Тетради смерти и кто ему угрожал, — помощников L и членов тайного комитета компании «Ёцуба». Вскоре весь мир признаёт Киру. Спустя 4 года Ниа создаёт тайную организацию для поимки Киры — Союз Против Киры (СПК), а Мэлло с помощью американской мафии похищает директора японской полиции, требуя в качестве выкупа Тетрадь смерти. Кира устраняет директора, но тот успевает сообщить имена полицейских, расследующих дело Киры. Тогда Мэлло похищает Саю Ягами — дочь Соитиро и сестру Лайта. |                         |                                                        |                                             |

### Часть вторая. Тома 8—12
| № | Заглавие                | Японское                                | Издание на русском                          |
| --- | ----------------------- | --------------------------------------- | ------------------------------------------- |
| 8 | Цель Тэки (的)          | 2 сентября 2005 года ISBN 4-08-873852-7 | 15 декабря 2010 года ISBN 978-5-699-46419-7 |
| - 62. Решение (яп. 決断 «Ketsudan») - 63. Цель (яп. 的 «Mato») - 64. Поворот на 900 (яп. 直角 «Chokkaku») - 65. Ответственность (яп. 責任 «Sekinin») - 66. Смерть (яп. 死亡 «Shibō») - 67. Кнопка (яп. 釦 «Botan») - 68. Находка (яп. 発見 «Hakken») - 69. Полёт (яп. 飛翔 «Hishō») - 70. Дрожь (яп. 身震 «Miburui»)                                    |                         |                                         |                                             |
| 9 | Контакт Сэссёку (接触)  | 2 декабря 2005 года ISBN 4-08-873887-X  | 29 апреля 2011 года ISBN 978-5-699-48578-9  |
| - 71. Контакт (яп. 接触 «Sesshoku») - 72. Подтверждение (яп. 確認 «Kakunin») - 73. Чистка (яп. 背水 «Haisui») - 74. Азарт (яп. 熱演 «Netsuen») - 75. Признание (яп. 認知 «Ninchi») - 76. Приветствие (яп. 挨拶 «Aisatsu») - 77. Расчет (яп. 利用 «Riyō») - 78. Предсказание (яп. 予測 «Yosoku») - 79. Очевидное (яп. 白々 «Shirajira»)                  |                         |                                         |                                             |
| 10 | Удаление Сакудзё (削除) | 3 февраля 2006 года ISBN 4-08-874018-1  | 21 ноября 2011 года ISBN 978-5-699-53359-6  |
| - 80. Уборка (яп. 掃除 «Sōji») - 81. Извещение (яп. 通告 «Tsūkoku») - 82. Я сам (яп. 自分 «Jibun») - 83. Удаление (яп. 削除 «Sakujo») - 84. Случайность (яп. 偶然 «Gūzen») - 85. Избранник (яп. 当選 «Tōsen») - 86. Япония (яп. 日本 «Nihon») - 87. Завтра (яп. 明日 «Ashita») - 88. Разговор (яп. 会話 «Kaiwa»)                                        |                         |                                         |                                             |
| 11 | Заодно До:син (同心)    | 2 мая 2006 года ISBN 4-08-874041-6      | 15 июня 2012 ISBN 978-5-699-56808-6         |
| - 89. Заодно (яп. 同心 «Dōshin») - 90. Предупреждение (яп. 予告 «Yokoku») - 91. Задержка (яп. 停止 «Teishi») - 92. Ночь (яп. 夜 «Yoru») - 93. Решение (яп. 決定 «Kettei») - 94. Снаружи (яп. 外 «Soto») - 95. Согласие (яп. 納得 «Nattoku») - 96. На одной стороне (яп. 一方 «Ippō») - 97. Разное (яп. 色々 «Iroiro») - 98. Все (яп. 全員 «Zen'in»)     |                         |                                         |                                             |
| 12 | Финал Кан (完)          | 4 июля 2006 года ISBN 4-08-874131-5     | 19 августа 2012 ISBN 978-5-699-57400-1      |
| - 99. Двое (яп. 二人 «Futari») - 100. Встреча (яп. 対面 «Taimen») - 101. Управление (яп. 誘導 «Yūdō») - 102. Терпение (яп. 我慢 «Gaman») - 103. Объявление (яп. 宣言 «Sengen») - 104. Ответ (яп. 答 «Kotae») - 105. Невозможное (яп. 無理 «Muri») - 106. Намерение убить (яп. 殺意 «Satsui») - 107. Занавес (яп. 幕 «Maku») - 108. Финал (яп. 完 «Kan») |                         |                                         |                                             |

### Том 13. Путеводитель «Тетрадь Смерти: Как читать»
| № | Заглавие             | Японское                                                                                             | Издание на русском |
| --- | -------------------- | --- | ------------------ |
| 13 | Правда Синсо: (真相) | 13 октября 2006 года ISBN Обычная версия: ISBN 4-08-874095-5 Ограниченное издание ISBN 4-08-908053-3 |                    |
| - How To Read — Character - Main Character's Fact File - Death God's Fact File - How To Think - Interview with Tsugumi Ohba - The Truth of Death Note - The Origin of all 108 pages of subtitles - How To Read — Story - Plot explanation 2003.11.28 ~ 2004.11.05 - Plot explanation 2009.10.08 ~ 2010.01.28 - How To Draw - Interview with Takeshi Obata - Production Note - How To Read — Rules&Trick - Death Note Secret File.1 - Death Note Secret File.2 - Death Note Secret File.3 - Death Note Secret File.4 - How To Create - Converstations with Tsugumi Ohba and Takeshi Obata - 33 Questionnaires - Page.108 [End] Truth 13 - How To Play — Ryuk's Notebook - Ryuk's notes of Human - Death Note 4 grid comics and others - Death Note pilot |                      | |                    |

## L FILE No. 15
| № | Заглавие                       | Японский                           | Издание на русском |
| --- | ------------------------------ | ---------------------------------- | ------------------ |
| | L FILE No. 15 愛蔵版コミックス | 25 января 2008 ISBN 978-4087821659 |                    |
| - The Wammy’s House - One Day                                                                            |                                |                                    |                    |
| - «The Wammy’s House» — восьмилетний L попадает в Дом Вамми. - «One Day» — один обычный день из жизни L. |                                |                                    |                    |

## Post Series — One Shot
| № | Заглавие                    | Японский     | Издание на русском |
| --- | --------------------------- | ------------ | ------------------ |
| - | The C-Kira Story (Ｃキラ編) | февраль 2008 |                    |
| - 1. One Shot |                             |              |                    |
| События спустя 3 года после сюжета оригинальной манги. Начинают умирать от сердечных приступов старые и больные люди. Всем ясно, что вернулся Кира. Бывшие члены СПК уговаривают Ниа, ставшего новым L, заняться этим делом. Ниа выступает по телевидению от лица L и сообщает, что он — это ненастоящий Кира, и он не будет искать нового убийцу потому, что ему не интересна деятельность жалкого подражателя. Ниа даже не хочет именовать этого маньяка Кирой, ведь это будет неуважением к такому опасному и умному противнику, как настоящий, оригинальный Кира. Этого жалкого убийцу стариков он будет называть не иначе как «C-Кира» (от англ. Cheap Kira — «дешёвым Кирой»). Спустя несколько дней транслируется телепередача, в рамках которой обсуждают сложившуюся ситуацию. Молодые люди, участвующие в программе, одобряют деятельность Киры, ведь убивая стариков, он снимает огромный социальный груз с экономики Японии. Вдруг они сами говорят, что им самим тоже нет смысла жить, и обращаются к Кире с просьбой убить и их. Он убивает их, а потом записывает и своё имя. После этого показан мир богов смерти, куда приходит синигами Меадра, бросившая Тетрадь смерти в мир людей, чтобы развлечься, подобно Рюку. Рюк же отвечает, что пользоваться тетрадью и изменить с её помощью мир может только человек с сильной душой. Впервые глава была выпущена в цифровом виде в июле 2019 во время выставки Never Complete Exhibition, посвящённой 30-летней карьере художника Такеси Обаты. Глава не имеет официального названия: VIZ Media названа «Bonus Chapter» на титульной странице омнибуса., а цифровой релиз шёл с названием «C-Kira Chapter» (Ｃキラ編, C-Kira Hen) |                             |              |                    |

## Never Complete One-shot
| № | Заглавие                                     | Японский                              | Издание на русском |
| --- | -------------------------------------------- | ------------------------------------- | ------------------ |
| - | Death Note: Short Stories (DEATH NOTE短編集) | 4 февраля 2020 ISBN 978-4-08-882573-1 |                    |
| - 1. One Shot |                                              |                                       |                    |
| События начинаются спустя 8 лет после сюжета оригинальной манги. Рюк, получивший несколько лет назад от Меадры тетрадь смерти, решает снова вернуться в мир людей, развлечься и поесть яблок. Он находит Минору Танаку, который, согласно тестам, умнейший ученик Японии, несмотря на то, что совершенно не старается для учёбы. Рюк рассказывает Танаке историю Лайта Ягами и предлагает ему Тетрадь. Но Минору понимает, что в современном мире тетрадью пользоваться опасно из-за куда лучше контролируемого интернета и вездесущих камер видеонаблюдения, и просит Рюка стереть ему память и вернуться через два года. Заинтригованный Рюк соглашается, и, вернувшись, узнаёт план Минору — выставить тетрадь смерти на аукцион. Рюк соглашается выполнять поручения Минору в обмен на яблоки и передаёт объявление о продаже тетради смерти под названием «Сила Киры» через Твиттер на телевидение. Рюка видят только те, кто касался тетради в прошлый раз — члены японской группы расследования и бывшие члены СПК. Ниа, всё ещё владеющий личиной L, хоть и не видит преступления в продаже тетради смерти, всё же хочет найти продавца, чтобы столь опасное средство не попало в плохие руки. Он называет продавца А-Кирой и пытается проследить за Рюком с помощью камер наблюдения, но А-Кира это предусмотрел: Рюк перемещается под землёй. В это время ставки в Твиттере достигают миллиардов долларов. Рюк несколько раз передаёт телевизионщикам сообщения Минору, и при одном таком посещении студии Мацуда предпринимает попытку отговорить людей от покупки тетради, но только больше убеждает общество, что, раз полиция хочет помешать, Сила Киры настоящая, и ставки стремительно растут. В конце концов, остаются только двое претендентов — США и Китай. Президент США раскрывает правду о Силе Киры как тетради смерти и объявляет, что купит её, но не будет пользоваться. Победной становится ставка США. Ниа надеется, что сможет поймать А-Киру при передаче денег, но тот предусмотрел это и через Рюка объявил, чтобы деньги разделили всем держателям счётов в банке «Ёцуба». В это время бог смерти Армония Джастин вызывает Рюка к Королю богов смерти, который в ярости от того, что тетрадь смерти выставляют на продажу. Рюк передаёт тетрадь смерти президенту США, но раскрывает, что по приказу Короля богов смерти написал новое правило — продажа тетрадей смерти запрещена, и продавец умрёт, когда получит деньги, а покупатель — когда получит тетрадь. Президент США, не желая умирать, отказывается от тетради, но публично объявляет об обратном. Минору Танака же погибает в момент получения денег в банке. В феврале 2020 года глава была выпущена в цифровом виде на выставке Never Complete Exhibition, посвящённой 30-летию карьеры художника Такэси Обаты. |                                              |                                       |                    |